# Crotalaria subspicata
Crotalaria subspicata är en ärtväxtart som beskrevs av Roger Marcus Polhill. Crotalaria subspicata ingår i släktet sunnhampor, och familjen ärtväxter. Inga underarter finns listade i Catalogue of Life.